# سی. رایت میلز
چارلز رایت میلز (به انگلیسی: Charles Wright Mills)؛ (۲۸ اوت ۱۹۱۶–۲۰ مارس ۱۹۶۲) جامعه‌شناس آمریکایی بود. او از ۱۹۴۶ تا زمان مرگ خود در سال ۱۹۶۲ استاد جامعه‌شناسی دانشگاه کلمبیا بود.
از میلز مقالات متعدد و گسترده‌ای در مجله‌های مطرح و علمی آمریکا و همچنین چند کتاب به چاپ رسیده است. مطرح‌ترین اثر میلز کتاب نخبگان قدرت است که در آن به معرفی و توصیف روابط و اتحاد طبقاتی در میان نخبگان سیاسی، نظامی و اقتصادی ایالات متحده می‌پردازد.
میلز از بسیاری جهات وارث اندیشهٔ تورستن وبلن است. هر دو می‌کوشیدند دانش‌پژوهشی را با هواداری ترکیب کنند و در مقام منتقدان تیزبین جامعهٔ خود جدل بسیاری ایجاد کردند. هر دو رادیکال بودند ولی مارکسیست نبودند.
جهت‌گیری سیاسی، بدبینی بیان شده در جلد سوم سه‌گانهٔ میلز با نام نخبگان قدرت (۱۹۵۶) را تبیین می‌کند. میلز بیش از پیش متقاعد شده بود که دموکراسی در آمریکا به علت تمرکز فزایندهٔ سیاسی در دست یک گروه نخبهٔ سه‌گانه مرکب از مقامات بلندپایهٔ حکومت فدرال، سرآمدان شرکت‌های بزرگ و افسران بلندپایهٔ ارتش تضعیف می‌شود.

## زندگی‌نامه
چارلز رایت میلز زاده ۲۸ اوت ۱۹۱۶ در تگزاس– درگذشت ۲۰ مارس ۱۹۶۲ در نیویورک در سن ۴۵ سالگی و بر اثر چهارمین سکته قلبی درگذشت.
پدرش فروشندهٔ بیمه و مادرش خانه‌دار بود. خانوادهٔ او به‌طور مکرر بین شهرهای مختلف جابجا می‌شدند و در نتیجه، میلز در کودکی زندگی نسبتاً منزوی و با روابط محدودی داشت.

## تحصیلات
لیسانس، فوق لیسانس و دکترای جامعه‌شناسی گرفت.

## ایده‌ها
میلز این ایده را مطرح کرد که دانشمندان علوم اجتماعی نباید صرفاً ناظران بی‌تفاوتی باشند که نظریه‌پردازی و پژوهش می‌کنند بلکه مسئولیت اجتماعی خود را نیز باید ایفا کنند.
او باورمند بود وقتی آن‌ها به مسئولیت اجتماعی خود توجه نمی‌کنند، به افراد فاقد صلاحیت و دنبال منافع شخصی اجازه می‌دهند مناصب رهبری را به دست گیرند.
او برای طرح ایده‌های خود کتاب‌هایی مانند «مردان جدید قدرت»، «رهبران کار آمریکا»، «یقه سفید: طبقات متوسط آمریکایی» را منتشر کرد ولی مشهورترین اثر میلز کتاب نخبگان قدرت است.
وی در این کتاب به معرفی و توصیف روابط و اتحاد طبقاتی در میان نخبگان سیاسی، نظامی و اقتصادی آمریکا می‌پردازد.

## کتاب‌ها
- مارکسیست‌ها (۱۹۶۲) توضیح میلز از مدل‌های جامعه‌شناسی است که از تصاویر انسان و برای انتقاد از لیبرالیسم مدرن و مارکسیسم از آن استفاده می‌کند. او باورمند است که مدل لیبرالیستی نمی‌تواند دید کلی از جامعه ایجاد کند بلکه بیشتر یک ایدئولوژی برای طبقهٔ متوسط کارآفرین است. با اینکه شاید دیدگاه کلی مارکسیسم اشکال داشته باشد ولی این مدل برای ساختار اجتماعی، مکانیسم‌های تاریخ جامعه و نقش افراد کاربرد دارد. یکی از مسائل میلز در مدل مارکسیستی این است که برای توضیح نظام سرمایه‌داری از واحدهای کوچک و خودمختاری استفاده می‌کند که بسیار ساده است.

میلز سپس در مورد کارل مارکس به عنوان یک جبرگرا بحث می‌کند.

### کتاب‌های ترجمه‌شده به فارسی
- بینش جامعه‌شناختی (۱۹۵۹): ترجمهٔ عبدالمعبود انصاری
- جامعه توده‌وار. ترجمهٔ حسین معصومی همدانی
- مارکسیست‌ها (۱۹۶۲): ترجمهٔ خشایار دیهیمی
- نخبگان قدرت (۱۹۵۶): ترجمهٔ مؤسسه غرب‌شناسی